# Fachwerkkirche Luckow

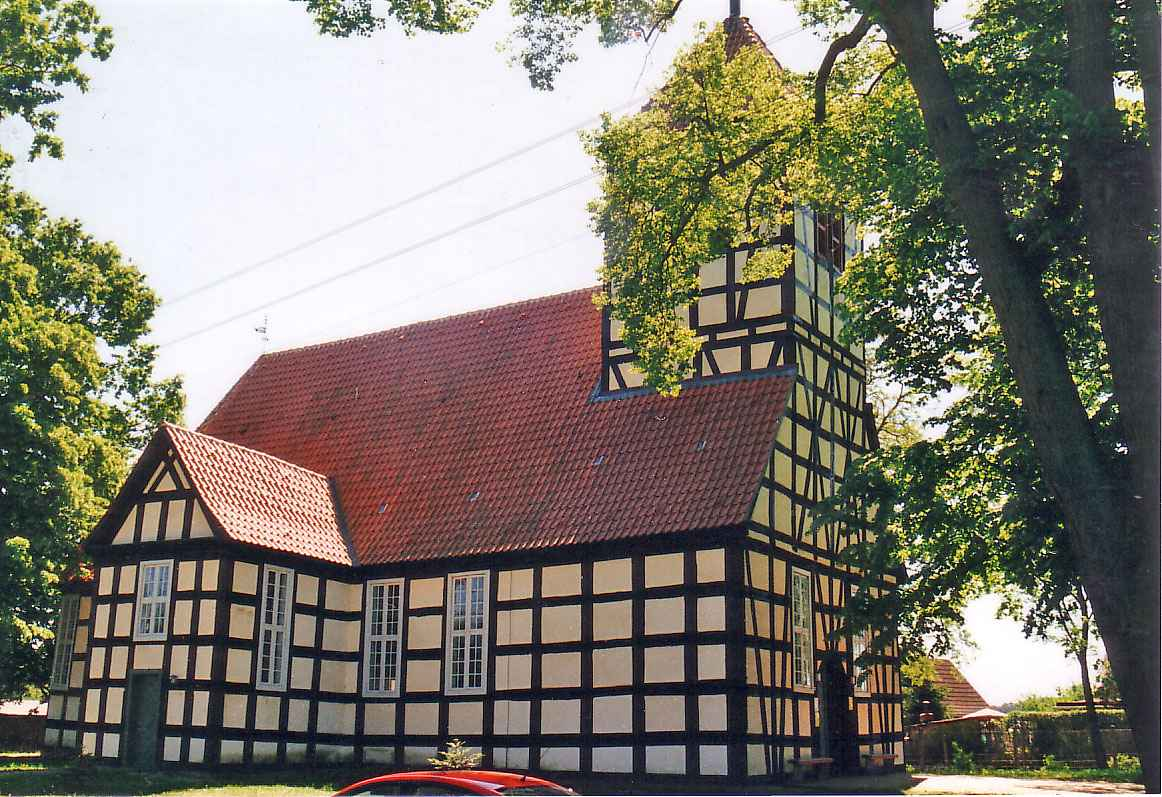
Fachwerkkirche Luckow

Die Fachwerkkirche Luckow ist eine prominente Vertreterin der barocken Fachwerkkirchen. Sie befindet sich in Luckow im Landkreis Vorpommern-Greifswald in Mecklenburg-Vorpommern.

## Geschichte

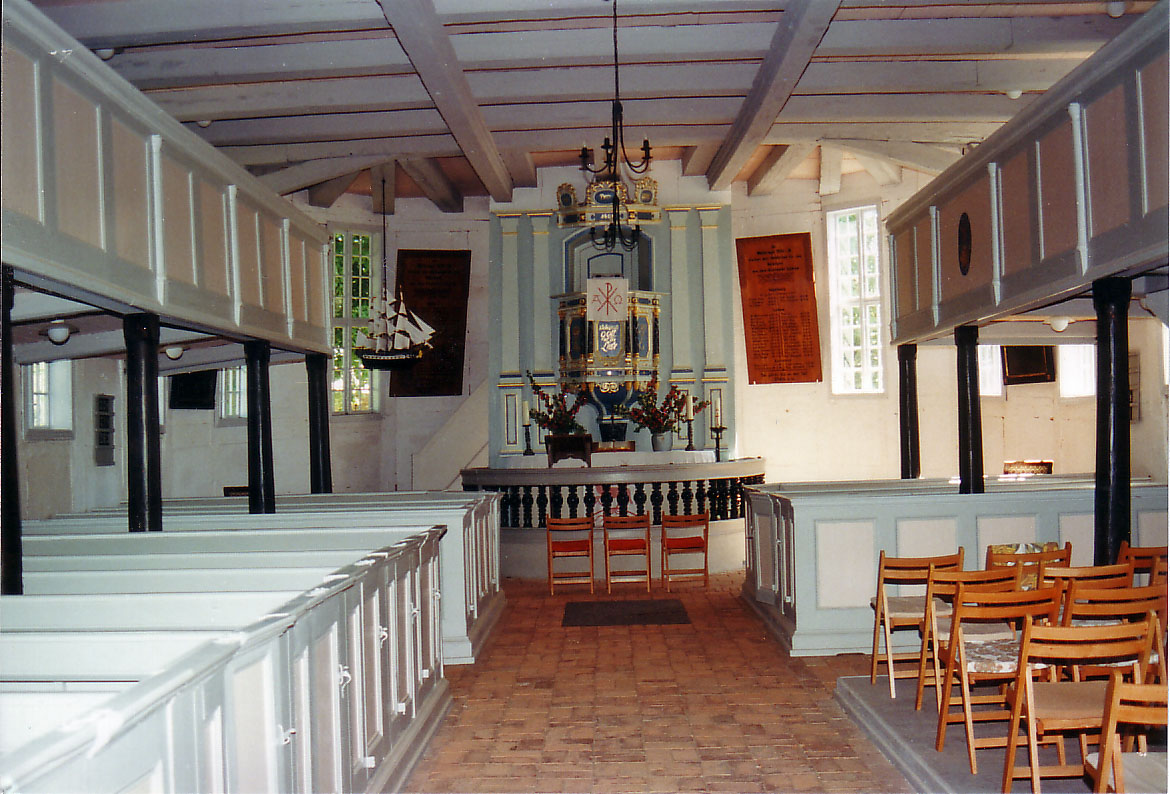
Das Innere der Fachwerkkirche Luckow

Die Kirche hatte einen Vorgängerbau, der den Dreißigjährigen Krieg überstand, aber dann im späteren Nordischen Krieg zerstört wurde. Die neue Kirche – der barocke Fachwerkbau – wurde in der Zeit von 1724 bis 1726 erbaut. Die Wetterfahne auf dem Kirchenschiff zeigt die Jahreszahl 1725 und die auf dem Turm 1726 mit der Inschrift SDG (Soli Deo Gloria – Allein Gott die Ehre). Die Kirche stand unter dem Patronat des Landesherren und des Gutsherren des Ortes Vogelsang, dem aus Holland stammenden Geschlecht der von Enckevorth, deren Wappen an der Empore angebracht ist. Dort waren auch die Sitze des Patrons und seiner Familie.
Auf Initiative von Pfarrer Wulf Gaster wurde sie von 1996 bis 1999 restauriert.

## Architektur und Kirchhof
Die Fachwerkkirche von 1724/26 hat einen polygonalen Ostschluss, einen Fachwerkturmaufsatz, sowie eine südliche und nördliche Eingangsvorhalle, die zweigeschossig sind und den Zugang auf die Patronatslogen ermöglichen. Die Kirche wurde aus Holz und Lehm aus der Umgebung erbaut und stand in früheren Jahrhunderten weithin sichtbar frei. Die Innendecke ist flachgedeckt.
Auf dem Kirchhof befindet sich das Grab des Pfarrers Friedrich August Cleve, der von 1878 bis 1902 hier im Amt war.
Der Friedhof der Gemeinde befindet sich südlich von der Kirche. Er befindet sich seit 1. Januar 2012 in Trägerschaft der Kommune.

## Ausstattung

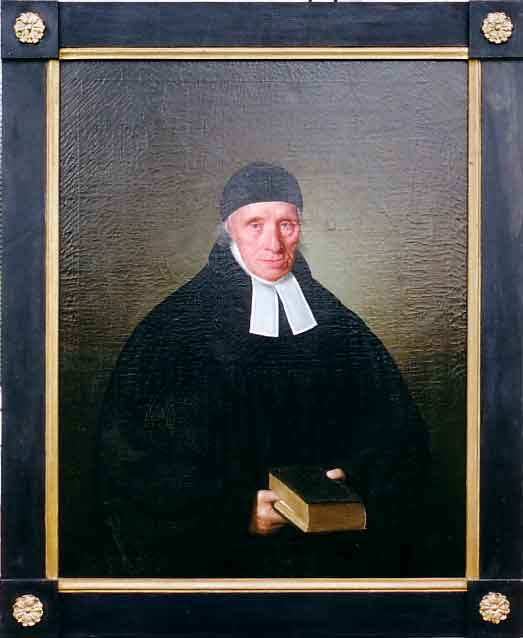
Porträt (Öl) von Carl Jacob Wegener

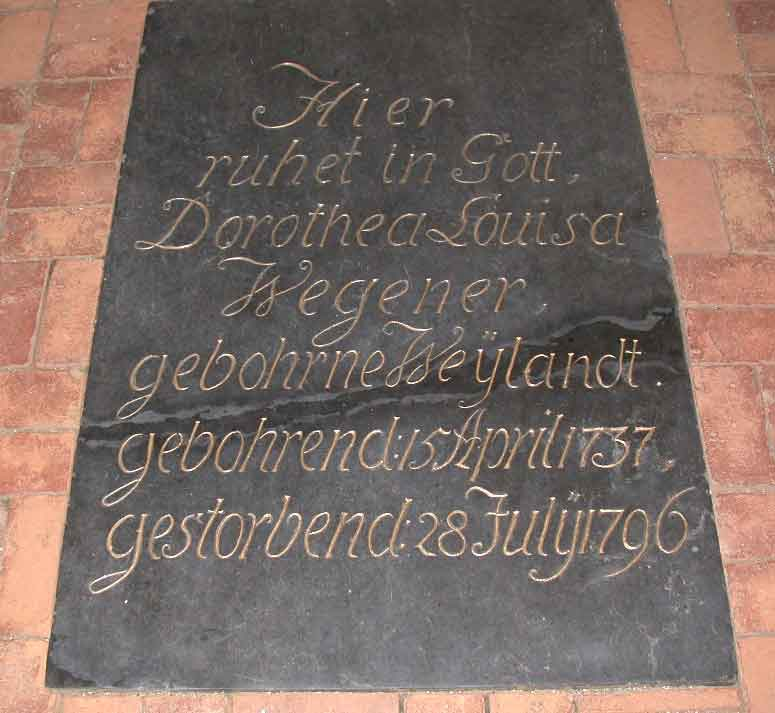
Grabplatte von Dorothea Weyland im Mittelgang

Der Innenraum enthält eine reichhaltige Ausstattung. Im runden östlichen Chorabschluss ist der Kanzelaltar aufgestellt. Aus der alten Kirche stammen die Zinnleuchter auf dem Altar und die Abendmahlgeräte, sowie die kleinen bleiverglasten Fensterflügel gegenüber auf der Westseite unter der Empore.  Bei der Restaurierung wurden an der Kanzel links neben dem Kanzelkorb die Initialen des preußischen Königs F(riedericus) R(ex) W(ilhelm) III mit der Krone und rechts die von C(hristian) F(riedrich) v(on) E(nckevorth) wiederentdeckt.
Auch an der Patronatsempore befindet sich ein Familienwappen derer v. Enckevort. Der Altar ist von einem halbrunden Gehege mit Balustern umgeben.
Neben dem Kanzelaltar befinden sich zwei Ölbilder von Luckower Pastoren. Auf der linken Seite ist ein Porträt von Carl Jacob Wegener, der von 1785 bis 1837 Pfarrer in Luckow war, zu sehen. Auf der rechten Seite ist ein Bild des Garnisonspfarrers, erkennbar an dem Orden am Talar, Friedrich August Clewe, Pfarrer in Luckow von 1878 bis 1902, aufgehängt. 
An der Wand sind rechts und links Gedenktafeln mit den Namen der Gefallenen des Ersten Weltkriegs angebracht.
Im 18. Jahrhundert wurde in der Kirche begraben, davon zeugt eine Grabplatte im Mittelgang vor dem Altar, die an Dorothea Louisa Wegener geb. Weylandt (* 18. April 1737; † 28. Juli 1796) erinnert. Sie war die Mutter von Carl Jacob Wegener. Ob sich unter der Grabplatte auch ihr Grab befindet, ist nicht erforscht, da einer Öffnung eine Zerstörung der Bausubstanz, denkmalpflegerische Probleme und nicht vorhersehbare Kosten nachfolgen könnten. Die Familie Wegener hat aus alter Verbundenheit zu dieser Kirche die Grabplatte und das Ölbild von Carl Jacob Wegener restaurieren lassen.
Der Hügel an der Nordseite der Kirche ist ein gemauertes Grabgewölbe, das bei der Renovierung 1996 bis 1999 gefunden wurde.
Von der barocken Orgel ist der Prospekt erhalten, für den Aussparrungen in die Holzbalkendecke gearbeitet wurden. Das heutige Instrument wurde 1883 von dem Stettiner Orgelbauer Emil Kaltschmidt durch Verkleinerung und Umbau der ursprünglichen Orgel hergestellt.
Einzigartig ist das 1996/97 restaurierte älteste Votivschiff im Osten Deutschlands. Die Fregatte aus der Zeit der Erbauung der Kirche wurde gestiftet von Joachim Gast, vermutlich der Kapitän des mit schweren Geschütz bestückten Schiffes. Es hatte viele Gefechte im Stettiner Haff bestanden und als Dank dafür wurde das Modell der Kirche gestiftet.
Im Turm hängen drei Glocken.

## Pfarrer
- Carl Jacob Wegener (* 6. März 1758; † 6. Juli 1845), Pfarrer von 1785 bis 8. Januar 1831, Ölgemälde in der Kirche
- Wilhelm Wegener (* 3. September 1802; † 15. Juli 1883), Sohn und Nachfolger von 1831 bis 1861
- Franz Wegener (* 28. Januar 1834; † 20. Februar 1913), Pfarrer von 1861 bis 1878. Fast 100 Jahre hatte die Familie Wegener das Pfarramt in Luckow inne.
- Friedrich August Cleve, im Amt 1877 bis 1902, Ölporträt in der Kirche und Grab auf dem Friedhof